# دختر برف‌ها
دختر برف‌ها (انگلیسی: A Daughter of the Snows) نام نخستین رمانی است که توسط جک لندن، نویسندهٔ اهل ایالات متحده آمریکا در سال ۱۹۰۲ نوشته شده‌است. این کتاب یکی از آثار مشهور ادبی جهان است.